# تورستن هيغرستراند
تورستن هيغرستراند (11 أكتوبر عام 1916، موهيدا - 3 مايو عام 2004، لوند) هو جغرافي سويدي. ويعرف بعمله في مجال الهجرة والانتشار الثقافي والجغرافيا الزمانية.
كان هيغرستراند، المولود في السويد والمقيم فيها، أستاذًا للجغرافيا (أصبح فيما بعد أستاذًا فخريًا) في جامعة لوند، حيث حصل على الدكتوراه في عام 1953. وكانت أبحاث الدكتوراه الخاصة به حول الانتشار الثقافي. ساعد بحثه في جعل السويد، ولا سيما لوند، مركزًا رئيسيًا للعمل المبتكر في الجغرافيا الثقافية. وقد أثر في ممارسة التخطيط المكاني في السويد من خلال طلابه.

## النشأة
كان والد هيغرستراند مدرسًا في مدرسة ابتدائية نائية وعاشت العائلة في المدرسة. أشار هيغرستراند إلى أن تعليمه المبكر كان قائمًا على الأفكار التربوية للمعلم السويسري يوهان بستالوتزي. تكهن العديد من طلاب هيغرستراند أن تفكيره الشامل والبصري كان متجذرًا في تعليمه المبكر: 
درس الجغرافيا المحلية والتاريخ والفولكلور في المنزل تبعًا لتقليد بستالوتزي الذي قُدم في ذلك الوقت. وكان كل من علم الخرائط والجيولوجيا وعلم النبات والزراعة أجزاء مترابطة من فهم أكثر شمولية للعمليات داخل المنطقة المكانية. في البداية، تعلم الأطفال عن بيئتهم المباشرة (مثلًا، غرفة المدرسة والمزرعة)، ثم حول القرية، وبالتدريج المنطقة بأكملها. بصفتي تلميذًا لهيغرستراند، من السهل بالنسبة لي التعرف على أجزاء من هذا التقليد الذي أصبح فيما بعد ما يشار إليه اليوم باسم «المنظور التكاملي».

## مسيرته الأكاديمية
التحق هيغرستراند بجامعة لوند في عام 1937. واشتهرت أطروحة الدكتوراه الخاصة به عام 1953 نشر الابتكار كعملية مكانية لاستخدامها المبتكر لمحاكاة مونت كارلو للتطور الديموغرافي. وأظهرت الأطروحة كيف يمكن استخدام المحاكاة الديناميكية التدريجية للعمليات المكانية على النطاق المكاني للفرد وكذلك المجاميع المكانية الكبيرة. وبعد أربعين عامًا، علق الجغرافي أندرو كليف على بصيرة هيغرستراند في منهجيته: «مع الأخذ في الاعتبار أن الكثير من الأبحاث التي يستند إليها الكتاب تعود إلى وقت كانت فيه أجهزة الكمبيوتر شبه معدومة، ناهيك عن استخدامها من قبل الجغرافيين، فمن اللافت للنظر إلى أنه ينبغي التفكير في منهجية المحاكاة التي تعتمد بشكل حاسم على قوة الحوسبة».
ساعدت التطورات في جامعة لوند أبحاث هيغرستراند، ولا سيما إنشاء سفيرماسكينين أي لوند (سميل)، وهو أحد أجهزة الكمبيوتر الأولى في السويد. لاحظ هيغرستراند أن عالم الكمبيوتر السويدي كارل إيريك فروبيرغ، الذي كان «زميل مدرسة هيغرستراند منذ المدرسة الثانوية»، قد عرفه إلى طريقة مونت كارلو التي حددت أطروحة الدكتوراه الخاصة به، وذلك بعد رحلة قام بها فروبيرغ وعلماء سويديون شباب أخرون إلى الولايات المتحدة، وهي رحلة جرى تمويلها من خلال مشروع الحكومة السويدية لبناء جهاز الكمبيوتر الخاص بها. 
في عام 1969، قدم ورقة بعنوان «ماذا عن الناس في العلوم الإقليمية؟» إلى المؤتمر الأوروبي للجمعية الإقليمية للعلوم في كوبنهاغن، الدنمارك. وطورت هذه الورقة المنشورة عام 1970 مفهومين:
- الحاجة إلى دراسة الفرد لفهم الممارسات الاجتماعية والجماعية. يدرس الجغرافيون الثقافيون الحديثون الآن الممارسات اليومية على أساس فردي، من أجل فهم الأنماط على نطاق أوسع. إن دراسة المجموعات المستحقة تخلق تجانسًا للواقع وتخفي الحقيقة.
- إن رابط بين المكان والزمان جرى تطويره بشكل سيئ في السابق. تاريخيًا، تعامل علماء الاجتماع مع الزمن كعامل ذي صلة ولكنه خارجي للسمات المكانية. إن عمل هيغرستراند المبكر حول انتشار المبتكرات (دراسة الانتشار الجغرافي للتقنيات الجديدة) جعله يدرك أن الاثنين، على الرغم من أنهما منفصلان، إلا أنهما ليسا مستقلين عن بعضهما البعض؛ ولديهما ما يسميه المنظر الفرنسي هنري لوفيفر علاقة جدلية.